# Billie Boullet
Billie Aimee Boullet (* 5. April 2005 in London Borough of Brent) ist eine britische Schauspielerin.

## Leben und Karriere
Boullet wurde am 5. April 2005 in  London Borough of Brent geboren. Bevor sie 2014 nach England zurückkehrte, wuchs sie in Paris auf. Sie studierte das Schauspiel am der Rare Studio. Danach setzte sie ihr Studium an der Arts Educational Schools fort.
Ihr Debüt gab sie 2020 in der Serie Eine lausige Hexe. Anschließend bekam Boullet 2023 in der Serie Ein Funken Hoffnung – Anne Franks Helferin eine Hauptrolle. Im selben Jahr wurde sie für den Critics‘ Choice Award als beste Nebendarstellerin in einer Miniserie nominiert.

## Filmografie
- 2020: Eine lausige Hexe (The Worst Witch,  Fernsehserie)
- 2023: Ein Funken Hoffnung – Anne Franks Helferin (A Small Light, Fernsehserie)